# Angelozis gadaprena
Angelozis gadaprena é um filme de drama georgiano de 2001 dirigido e escrito por Nodar Managadze. Foi selecionado como representante da Geórgia à edição do Oscar 2002, organizada pela Academia de Artes e Ciências Cinematográficas.

## Elenco
- Amiran Chichinadze
- Dimitri Jaiani